# Pandemia de COVID-19 em Mônaco
Este artigo documenta os impactos da pandemia de COVID-19 em Mônaco e pode não incluir todas as principais respostas e medidas contemporâneas.

## Linha do tempo

### Fevereiro
Em 29 de fevereiro, Mônaco anunciou seu primeiro caso, um homem que foi internado no Princess Grace Hospital Center e depois transferido para o Hospital Universitário de Nice, na França.

### Março
No dia 15 de março, 6 novos casos deram positivo no país. Após isso o governo de Mônaco adotou medidas de fechamento de restaurantes, cassinos, cafés, teatros, cinemas e boates.
Em 17 de março, pela primeira vez em seu reinado, Albert II se dirigiu à nação em um discurso sério, relatando o fortalecimento das medidas de quarentena. Dois dias depois, Albert se tornou o primeiro chefe de Estado a testar positivo para coronavírus. Mais tarde, ele negou sugestões de que havia infectado Charles, príncipe de Gales, em um evento em que os dois compareceram em Londres, em 10 de março.
O Grande Prêmio de Mônaco foi cancelado em 19 de março, depois que os organizadores não conseguiram reorganizar a data da corrida além do dia 24 de maio, marcando a primeira vez que o evento não acontecia desde 1954.
Em 25 de março, o governo anunciou que o número de pessoas afetadas pelo coronavírus havia atingido 31 pessoas.
Em 31 de março, Albert II curou-se da doença, após ficar em isolamento social.

### Abril
Em 28 de abril, o governo anunciou uma série de relaxamentos da quarentena no país. A priori, irão se abrir apenas lojas e salões de belezas, além de uma volta gradual as escolas e universidades. O governo anunciou que as praias e os casinos continuarão fechados até junho.

### Maio
No dia 19 de maio, o clube de futebol Monaco, criticou as medidas que vem sendo tomadas no Brasil em relação a pandemia de coronavírus no país. Em sua conta no Twitter, o clube destacou que naquele momento o país registrava 17.971 casos, mais pessoas que a capacidade do estádio do clube, Stade Louis II que possui lotação máxima de 16530 pessoas. A campanha pede que "para quem puder fique em casa".
Em 29 de maio, apesar de estarem fechados, os casinos de Mônaco, registraram crescimento de ganho devido o aumento de apostas online.
Em 30 de maio, o país registrava 98 casos confirmados, 90 pacientes recuperados e 4 mortes.